# NGC 63
NGC 63 (ook wel PGC 1160, UGC 167, MCG 2-1-30, ZWG 433.42 of IRAS00151+1110) is een spiraalvormig sterrenstelsel in het sterrenbeeld Vissen.
NGC 63 werd op 27 augustus 1865 ontdekt door de Duits-Deense astronoom Heinrich Louis d’Arrest.